# نظام الإحداثيات الأفقية

تستخدم الإحداثيات الأفقية قبة سماوية متمركزة في الراصد. يُقاس السمت باتجاه الشرق من النقطة الشمالية (أحيانًا من النقطة الجنوبية) للأفق؛ الارتفاع هو الزاوية فوق الأفق.

نظام الإحداثيات الأفقية أو نظام الإحداثيات السَّمْتية الارتفاعية هو نظام إحداثيات سماوية يستخدم في علم الفلك من قبل راصد على الأرض. يقسم النظام السماء إلى نصفي الكرة الأرضية : أحدهما يقع فوق الراصد والآخر أسفله مخفي بالأرض. تحدد الدائرة العظمى التي تفصل نصفي الكرة الأرضية المستوي الأفقي، والذي يتم من خلاله تحديد زاوية الارتفاع والسمت، اللذين يشكلان الإحداثيين الرئيسيين لهذا النظام.
- الارتفاع هو الزاوية الرأسية بين المستوي الأفقي والجسم المستهدف. وهي تتراوح بين 0 درجة (أفق) و 90 درجة (سمت الرأس).[1] ومع ذلك، من الممكن الحصول على قيم سالبة عند الرصد من مكان مرتفع. النقطة الواقعة عند قدم الراصد (-90 درجة) تسمى النظير.[2]
- يتم تحديد السمت بالزاوية المحصورة بين الشمال أو الجنوب وإسقاط اتجاه الجسم المرصود على المستوى الأفقي.[1] تحدَّد السمت عادةً بالدرجات من 0 درجة إلى 360 درجة في اتجاه عقارب الساعة من النقطة الرئيسية المختارة.
- المسافة السمتية (z، غير مبينة في الشكل)، هي متممة الارتفاع ويتم الحصول عليها من خلال المعادلة {\displaystyle z=90^{\circ }-h}.

يستخدم نظام الإحداثيات الأفقي لإجراء قياسات في الملاحة الفلكية. يتم أيضًا تنفيذ حركة ركائب المقاريب السمتية الارتفاعية وفقًا لنظام الإحداثيات هذا.